# Leptobasis melinogaster
Leptobasis melinogaster là một loài chuồn chuồn kim thuộc họ Coenagrionidae. Loài này có ở México và Hoa Kỳ. Môi trường sống tự nhiên của chúng là sông có nước theo mùa và đầm nước ngọt.